# Mocktail

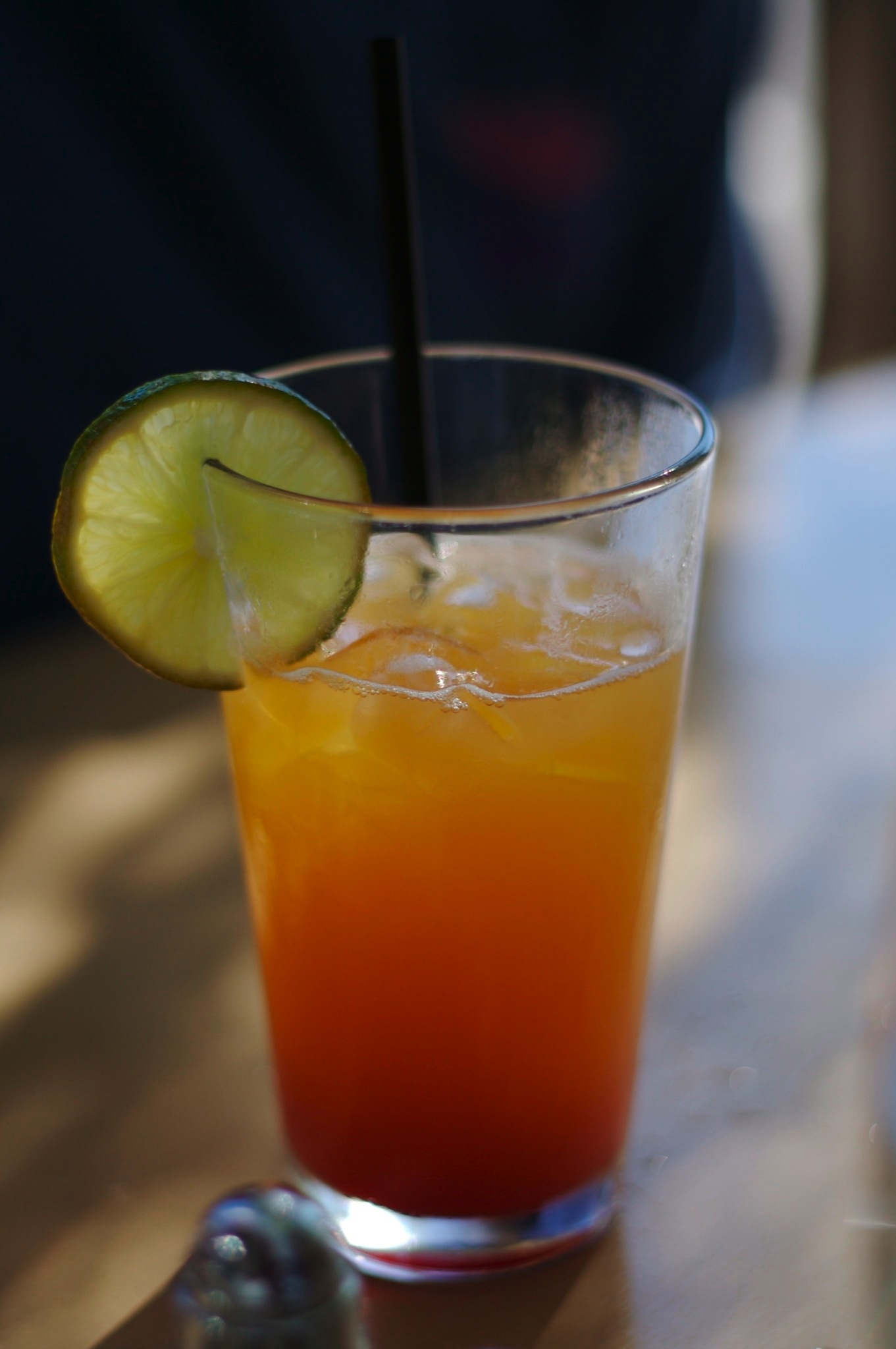
Shirley Temple cocktail

Mocktail är en alkoholfri cocktail. Den serveras väl kyld i ett litet glas med fot. Ibland dekoreras drycken med ett s.k. cocktailbär och ett drinkparasoll.